# Nave museo

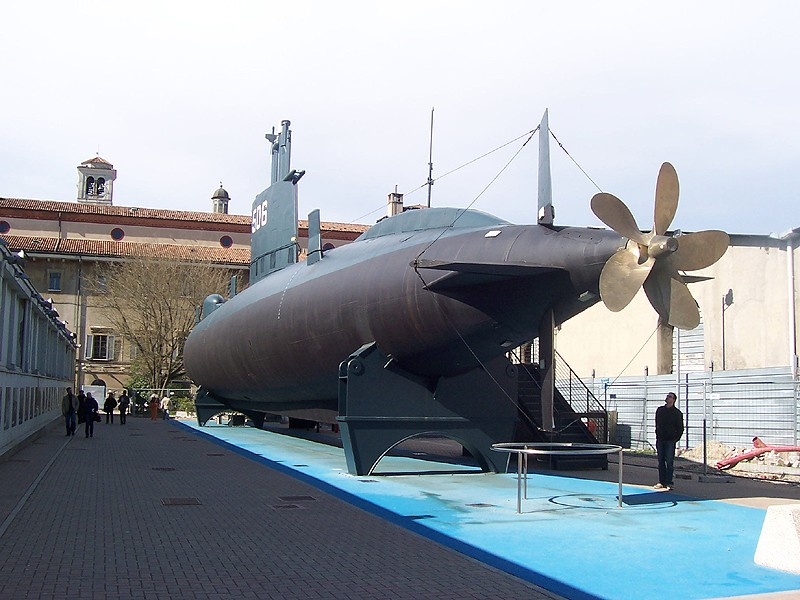
Il sommergibile Enrico Toti, prima nave museo italiana al Museo della scienza e della tecnologia di Milano.

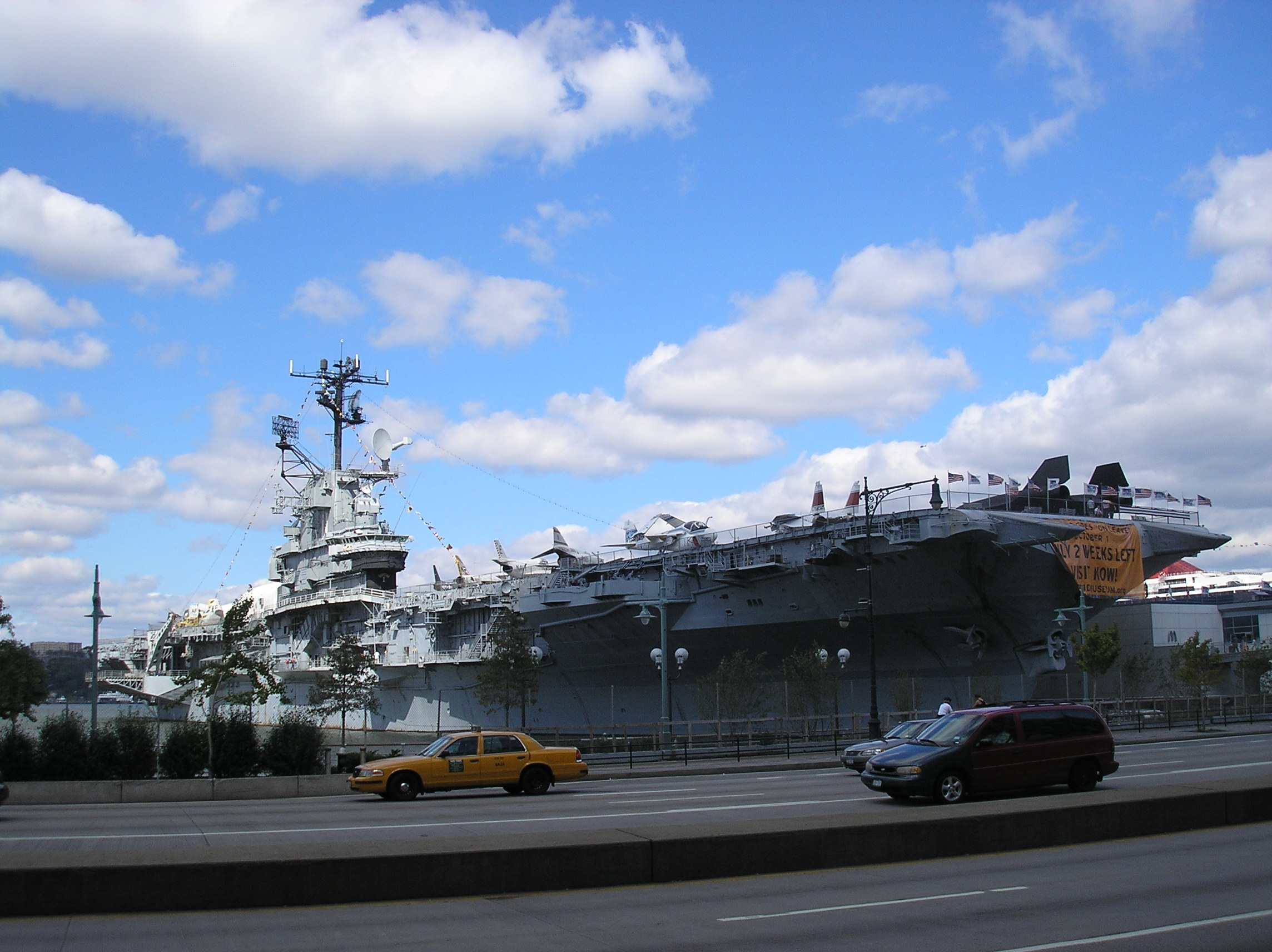
La portaerei USS Intrepid, oggi sede dell'Intrepid Sea-Air-Space Museum di New York.

Una nave museo è una nave che è stata conservata e convertita in museo aperto al pubblico per scopi educativi o di memoriale.
Alcune di queste navi hanno anche scopo di addestramento o reclutamento, per lo più per quelle imbarcazioni che possono ancora effettivamente navigare.
Ci sono diverse centinaia di navi-museo al mondo, 175 delle quali organizzate nell'Historic Naval Ships Association. La maggior parte delle navi-museo ospitano musei marittimi.